# Moulis (Weinbau)

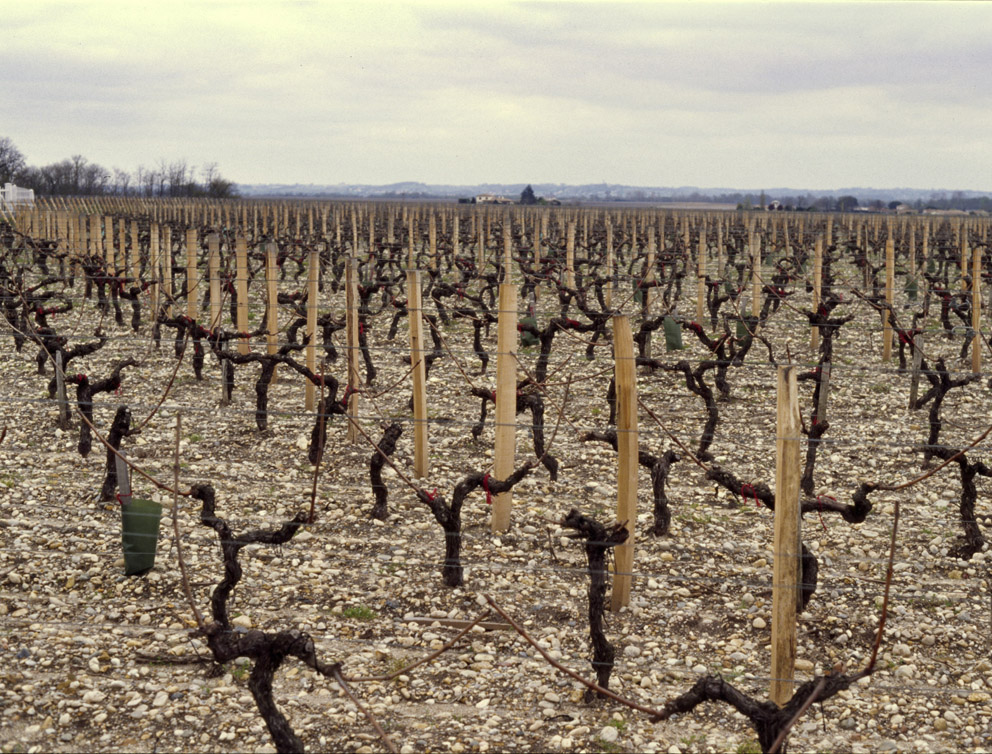
Reben des Château Chasse-Spleen auf der Kiessandkuppe des Grand-Poujeaux

Moulis in der Gemeinde Moulis-en-Médoc ist die kleinste der sechs kommunalen Appellationen des Médoc. Im Jahr 2002 wurden auf 607 Hektar Anbaufläche 27.133 Hektoliter Rotwein erzeugt.

## Boden und Klima
Das Anbaugebiet von Moulis bildet einen zwölf Kilometer langen und bis zu zwei Kilometer breiten, von Südwesten nach Nordosten verlaufenden Streifen. Er besteht aus unterschiedlichen geologischen Formationen des Tertiär und Quartär.
Drei Gruppen von Lagen charakterisieren das Anbaugebiet von Moulis:
- Die Kiessandkuppen von Maucaillou, Grand-Poujeaux und Brillette-Guitignan im Nordosten des Gebietes bestehen aus Kieseln, die die Garonne in der Günz-Eiszeit herangetragen hat. Sie bilden aufgrund ihrer schnellen Erwärmung und des hervorragenden Wasserabzugsdie besten Terroirs für den Cabernet-Sauvignon.
- Das Zentrum des Gebietes besteht aus lehmig-kalkigem Sandboden. Er bildet die südliche Fortsetzung der Ebene von Peyrelebade im sich nördlich anschließenden Anbaugebiet von Listrac. Hier wächst vorwiegend Merlot.
- Im Südwesten liegen auf einem teilweise zutage tretenden Kalkriff die geologisch älteren Kuppen von Bouqueyran und Mauvesin, die im Pliozän aus Pyrenäen-Gestein entstanden sind. Hier wird überwiegend Cabernet angebaut.

Das Klima ist wie im gesamten Médoc vom ozeanischen Einfluss geprägt. Aufgrund der größeren Entfernung zur Gironde ist die temperierende Wirkung des Flusses allerdings geringer als in der benachbarten Appellation Margaux. Daher besteht eine erhebliche Gefahr von Spätfrösten.

## Weine und Châteaux
Nach den Lagen, über die das Château verfügt, richtet sich der Rebsatz. Der Anteil des Cabernet-Sauvignon variiert zwischen 45 und 70 %, der des Merlot zwischen 25 und 55 %. Bemerkenswert erscheint, dass der sonst eher seltene Petit Verdot häufig zwischen 5 und 10 % Anteil besitzt. Eine weitere Nebenrolle spielt der Cabernet Franc. Kaum angebaut wird hingegen der Malbec.
Der Rotwein von Moulis wird stets im klassischen Bordeaux-Stil bereitet. Hierzu gehören lange Maischegärung und Holzfassausbau. Typisch sind dabei Anteile von rund einem Drittel neuer Barriquefässer. Trotz seines vollen Körpers ist der Moulis elegant und fein. Die von den Kiessandkuppen stammenden Gewächse weisen dabei Parallelen zu Margaux und Saint-Julien auf. Der Wein von Moulis ist im Allgemeinen weniger tanninhaltig als der des benachbarten Listrac. Daher entwickelt er sich auch etwas schneller in der Flasche als jener. Je nach Jahrgang baut ein Moulis zwischen 5 und 15 Jahre lang aus. Die Abgrenzung zwischen Moulis und Listrac ist allerdings nicht immer eindeutig, denn manche Châteaux besitzen Reben auch in der jeweiligen Nachbarappellation. Es gibt jedoch eine Tendenz zur separaten Vinifizierung und Vermarktung.
Die Mehrzahl der Weine von Moulis zählt zur Klasse der Crus Bourgeois. Dass sich unter den Châteaux von Moulis kein Grand Cru Classé befindet, liegt daran, dass die Gemeinde in der Klassifikation von 1855 nicht berücksichtigt wurde. Die Weine der führenden Güter sind heute jedoch klassifizierten Gewächsen ebenbürtig. Insgesamt besitzt Moulis 14 Crus Bourgeois, davon zwei als „Exceptionnel“ und sieben als „Supérieur“ eingestufte Güter:
| Crus Bourgeois Exceptionnels               | Crus Bourgeois Supérieurs | Crus Bourgeois |
| ------------------------------------------ | --- | --- |
| - Château Chasse-Spleen - Château Poujeaux | - Château Anthonic - Château Biston-Brillette - Château Brillette - Château Dutruch Grand-Poujeaux - Château Gressier Grand-Poujeaux - Château Maucaillou und Entrepôts de Moulis - Château Moulin à Vent | - Château Bel-Air-Lagrave - Château Duplessis - Château Duplessis Fabre - Château Granins Grand Poujeaux - Château La Mouline |

Eine Winzergenossenschaft gibt es in Moulis nicht, etwa zehn Winzer gehören jedoch der Cave Coopérative der Nachbargemeinde Listrac an. Dort werden daher auch mehrere Cuvées der AOC Moulis erzeugt.

## Geschichte
In Moulis wurde vermutlich schon in der römischen Zeit in kleinem Stil Weinbau betrieben, aber der Anbau von Getreide dominierte dort bis in die Neuzeit. Der Name „Moulis“ geht auf die zahlreichen Wind- und Wassermühlen zurück, die sich dort befanden. Mit der von Bordeaux aus betriebenen systematischen Entwicklung des Weinbaus im Médoc ab dem 17. Jahrhundert wuchs seine Bedeutung auch in Moulis stetig an. Einen weiteren Aufschwung erhielt der Weinbau durch den Bau der Eisenbahnlinie durch das Médoc. Die größte Ausdehnung hatte die Rebfläche von Moulis im Jahr 1892, als nicht weniger als 1500 der gut 2000 Hektar Gemeindefläche bestockt waren. Im Gegensatz zu den berühmten Gemeinden entlang der Gironde war der Weinbau in Moulis nicht durch Großbetriebe, sondern kleinbäuerlich geprägt. Es gab damals 200 selbstständige Betriebe. Die Weine des Grand-Poujeaux waren schon damals berühmt. Die Reblauskrise versetzte Moulis Ende des 19. Jahrhunderts jedoch einen schweren Schlag, von dem es sich nur langsam erholte. 1925 wurde das Syndicat viticole gegründet. Dessen Bemühungen um den Wein wurden schließlich 1938 mit der Anerkennung von Moulis als kommunale Appellation gekrönt. Der Aufschwung seit dem Zweiten Weltkrieg ermöglichte Investitionen in Weinberge und Keller. Einen schweren Rückschlag brachte der extreme Frost des Jahres 1956. Die Anbaufläche schrumpfte von 370 Hektar im Jahr 1955 auf 280 Hektar 1962. Seitdem wuchs sie bis in die Achtzigerjahre stetig an. Die qualitativen Fortschritte wurden 2003 in der neuen Klassifikation der Crus Bourgeois des Médoc honoriert, in der Moulis mit zwei der insgesamt neun Crus Bourgeois Exceptionnels prominent vertreten ist.